# مستشفى البحرين التخصصي
مستشفى البحرين التخصصي هو مركز طبي للرعاية الشاملة في مملكة البحرين. يدعم مستشفى البحرين التخصصي من قبل مساهمين من البحرين والسعودية والكويت والإمارات وقطر. الرئيس التنفيذي هو الدكتور قاسم أرداتي وافتتح في 26 فبراير 2003 في حضور ملك البحرين حمد بن عيسى آل خليفة. ينسب للدكتورة نجاح الزياني تأسيس المستشفى.
يوفر المستشفى عشرة تخصصات طبية بالإضافة إلى الأمراض النفسية والعناية بالأسنان والتغذية والعلوم الصحية وجراحة التجميل. يحتوي على 83 سريرا للمرضى الداخليين و12 سرير الجراحة وست مرضى في جناح العناية المركزة.